# Joseph von Hormayr
Joseph von Hormayr, noto anche come Barone de Hormayer (Innsbruck, 1781 – Monaco di Baviera, 1848), è stato un politico austriaco.
Impiegato in cancelleria a Vienna dal 1802, divenne archivista di stato nel 1803. Nel 1809 fu segretamente incaricato dall'altà nobiltà di far insorgere il Tirolo, ma nel 1813 venne arrestato per ordine di Metternich.
Liberato nel 1814, nel 1816 divenne storiografo di corte per poi, passato alla Baviera, esserne ambasciatore a Brema (1839).
Nel 1846 divenne archivista di stato della Baviera.